# Velká Bystřice
Velká Bystřice (in tedesco Groß Wisternitz) è una città della Repubblica Ceca facente parte del distretto di Olomouc, nella regione di Olomouc.